# Wagifa
L'isola di Wagifa è un'isola della Papua Nuova Guinea, che si trova a sud-est dell'isola di Goodenough, nell'arcipelago delle Isole di D'Entrecasteaux.
Amministrativamente fa parte del Distretto di Kiriwina-Goodenough nella Provincia della Baia Milne, appartenente alla Regione di Papua.